# 斯托克波特 (英國國會選區)

選區在大曼徹斯特郡的位置

斯托克波特（英語：Stockport），英國國會一自治市選區，位於大曼徹斯特郡南部，包括斯托克波特都市自治市西北部六個地方選區。
設於1832年，1950年被撤前應選兩席。1983年恢復，1992年前支持保守黨，但以後至今的當區議員為工黨的安·科菲。他在2010年大選中以42.7%選票連任成功。